# Seznam zápasů české a běloruské hokejové reprezentace
Toto je seznam zápasů české a běloruské hokejové reprezentace na MS.

## Mistrovství světa v ledním hokeji
| Datum     | Číslo | Česko | Výsledek | Zápas | MS   | Místo     | Branky České republiky                                                                                        |
| --------- | ----- | ----- | -------- | ----- | ---- | --------- | --- |
| 3.5.1998  | 1     | Česko | 4:2      | ZS    | 1998 | Basilej   | 2x Martin Procházka • Ladislav Lubina • David Výborný                                                         |
| 28.4.2001 | 2     | Česko | 5:1      | ZS    | 2001 | Norimberk | Petr Čajánek • Martin Procházka • Martin Ručinský • Tomáš Vlasák • David Výborný                              |
| 10.5.2005 | 3     | Česko | 5:1      | OS    | 2005 | Vídeň     | Petr Čajánek • Jan Hlaváč • Jaromír Jágr • Martin Straka • Václav Varaďa                                      |
| 27.4.2007 | 4     | Česko | 8:2      | ZS    | 2007 | Mytišči   | 2x Tomáš Plekanec • Jaroslav Hlinka • David Výborný • Rostislav Olesz • Petr Sýkora • Jan Marek • Zbyněk Irgl |
| 10.5.2008 | 5     | Česko | 3:2 SN   | OS    | 2008 | Quebec    | Tomáš Rolinek • Aleš Kotalík • Aleš Kotalík (rozhodující SN)                                                  |
| 3.5.2009  | 6     | Česko | 3:0      | OS    | 2009 | Kloten    | 2x Petr Čajánek • Patrik Eliáš                                                                                |
| 3.5.2013  | 7     | Česko | 2:0      | ZS    | 2013 | Stockholm | Jakub Voráček • Radim Vrbata                                                                                  |
| 6.5.2017  | 8     | Česko | 6:1      | ZS    | 2017 | Paříž     | Petr Vrána • Radko Gudas • Roman Červenka • Radim Šimek • Jakub Voráček • Michal Kempný                       |
| 11.5.2018 | 9     | Česko | 3:0      | ZS    | 2018 | Kodaň     | Libor Šulák • Roman Horák • Michal Řepík                                                                      |
| 24.5.2021 | 10    | Česko | 3:2 PP   | ZS    | 2021 | Riga      | Jan Kovář • Filip Zadina • Dominik Kubalík                                                                    |
| Zdroj     |       |       |          |       |      |           | |